# 迈济耶尔-拉格朗德帕鲁瓦斯
迈济耶尔-拉格朗德帕鲁瓦斯（法語：Maizières-la-Grande-Paroisse，法語發音：[mɛzjɛʁ la ɡʁɑ̃d paʁwas]）是法国奥布省的一个市镇，属于塞纳河畔诺让区。

## 地理
迈济耶尔-拉格朗德帕鲁瓦斯（48°30'42"N, 3°47'26"E）面积20.46 平方千米，位于法国大東部大區奥布省，该省份为法国中北部省份，北起马恩省，西接塞纳-马恩省，西南至约讷省，东南至科多尔省，东临上马恩省。

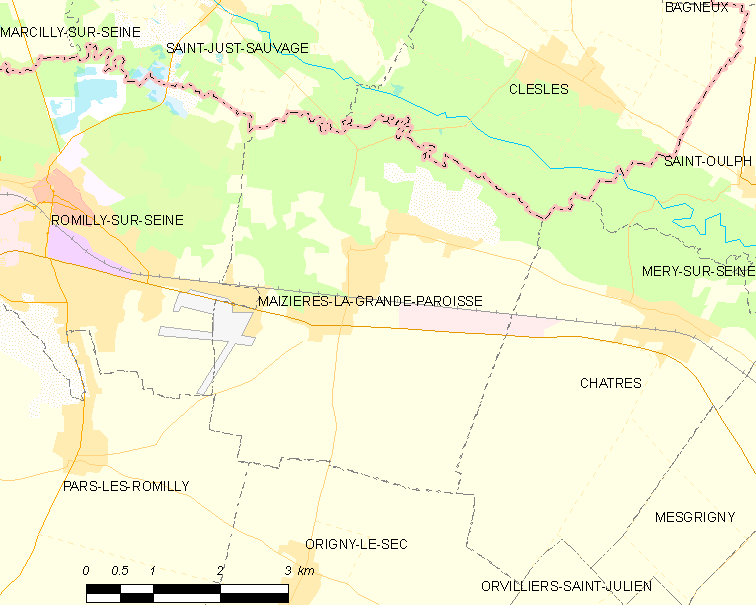
迈济耶尔-拉格朗德帕鲁瓦斯的OSM定位图

与迈济耶尔-拉格朗德帕鲁瓦斯接壤的市镇（或旧市镇、城区）包括：沙特尔、奥里尼勒塞克、帕尔莱罗米伊、塞纳河畔罗米伊、克莱勒、圣瑞斯特索瓦日。
迈济耶尔-拉格朗德帕鲁瓦斯的时区为UTC+01:00、UTC+02:00（夏令时）。

## 行政
迈济耶尔-拉格朗德帕鲁瓦斯的邮政编码为10510，INSEE市镇编码为10220。

## 政治
迈济耶尔-拉格朗德帕鲁瓦斯所属的省级选区为塞纳河畔罗米伊县。

## 人口
迈济耶尔-拉格朗德帕鲁瓦斯于2022年1月1日时的人口数量为1521人。

1962-2008年间迈济耶尔-拉格朗德帕鲁瓦斯人口变化图示